# محمد أبو الدهب
محمد أبو الدهب كان مملوك جركسى، اشتراه على بك الكبير والى مصر في أوائل ستنييات القرن الـ18، وأصبح قائدا للقوات المصرية بعد تفرد على بك بالسلطة في مصر، ثم تمرد عليه وقتله وتولى حكم مصر بنفسه.

## حياته

شعار المماليك البايات

جاء لمصر بعد أن خُطف من أسرته في شمال بلاد القوقاز لعائلة من الأبخاز أو الشركس، وكان حينها يتم شراء العبيد منها قبل أن يتحولوا إلى مماليك لكل بك في مصر، وقد اشتراه علي بك الكبير، من تاجر عبيد يهودي، ثم أصبح ساعده الأيمن وأقرب المقربين وأصفي الأصفياء لدرجة إنه زوجه ابنته.

### الصراع مع هوارة
لم يدخل محمد أبو الدهب في الصراع مباشرة مع شيخ العرب همام بل قام بالتواصل مع ابن عمه إسماعيل الهواري وحليفه، وأقنعه بحكم الصعيد تحت ولاية علي بك الكبير في مقابل عدم مساندة ابن عمه شيخ العرب همام، وبالفعل انسحب إسماعيل الهواري بقواته من فيلق شيخ العرب همام، وبهذه الطريقة استطاع محمد أبو الدهب التخلص منه، خاصة عندما وجد همام نفسه بمفرده ودون معونة، حيث انسحب إلى النوبة ليموت هناك من شدة الحزن.
عندما انتصر علي شيخ العرب همام قام علي بك الكبير في منصب الخازندار، وهو وزير المالية، وحينها بدأ في نثر الذهب على الناس. إذ ُيذكر هنا  أن أبا الدهب عندما تولي هذا المنصب الكبير ومن شدة فرحه، قام بتوزيع الهبات والعطايا الذهبية على الفقراء والعامة، كما كان عقب عودته من أي حملة منتصرًا يقوم بنثر الذهب على الفقراء والعامة على طول الطريق وحتى مكان اقامته. ومن هنا لقب بـ أبو الدهب.

### الصراع في الحجاز
انتهز علي بك فرصة النزاع الذي دار بين اثنين من أشراف الحجاز حول الحكم؛ فتدخل لصالح أحدهما وأرسل حملة عسكرية يقودها محمد بك أبو الذهب في يونيو عام 1770 ميلادي إلى هناك فنجحت في مهمتها، ونودي بعلي بك الكبير في الحرمين الشريفين سلطان مصر وخاقان البحرين، وذكر اسمه ولقبه على منابر المساجد في الحجاز كلها.

### الحملة إلي بلاد الشام
أرسل علي بك الكبير حملة إلى بلاد الشام بقيادة أبو الدهب منتهزًا سوء أحوالها وتعدد طوائفها واستنجاد صديقه والي عكا ظاهر العمر به، استطاع أبو الدهب أن يبهر قائده بانتصارات هائلة فاستولى على غزة والرملة ولما اقتربت قواته من بيت المقدس خرج في استقباله حاكمها وأعيانها ورحبوا بقدوم الحملة المصرية فدخلها دون قتال يذكر، ثم استسلمت يافا بعد حصار دام شهرين، ثم انضمت قوات الشيخ ظاهر العمر إلى القوات المصرية ففتحوا صيدا، ولم يبق أمامهما سوى دمشق فواجها الجيش العثماني الذي لم يصمد وتكبد هزيمة نكراء ودخل أبوالدهب دمشق فاتحا يونيو 1771، وباتت تحت لواء علي بك الكبير. توقف بعدها محمد أبو الدهب عن الزحف وعاد أبو الدهب سريعًا إلى مصر؛ وسحب في طريق عودته جميع الحاميات التي كان قد أقامها في البلاد المفتوحة؛ وبدأ يحارب علي بك الكبير نفسه؛ وتمرّد على قراراته؛ وتأكد علي بك من خيانة ولاء أبي الدهب له بعد رفضه العودة إلى فلسطين.

### معركة الصالحية
إنقلب أبو الدهب على مولاه على بك وبدأ يطمع في نسب كل هذه الانتصارات لنفسه، واستطاع أن يثير عليه البكوات، اضطر علي بك الكبير إلى مغادرة القاهرة والالتجاء إلى صديقه ظاهر العمر أحد الحكام العثمانيين في فلسطين، ومعه ثروته الضخمة وسبعة آلاف من فرسانه ومشاته، وبدأ في تنظيم قواته والاتصال بقائد الأسطول الروسي الذي راح يمنيه بقرب وصول المساعدات، لكن هذه الوعود تمخضت عن ثلاثة مدافع وبضعة ضباط وعدد من البنادق. تعجل علي بك العودة إلى مصر، حتى إذا وصل إلى الصالحية بالشرقية، التقى بجيش أبي الدهب في (15 من صفر 1187 هـ - 26 أبريل 1773 م) في معركة كان النصر فيها حليف الأخير، وأصيب علي بك في هذه المعركة بجراح ووقع في أسر أبى الدهب، ثم ما لبث أن مات بعد ذلك بأيام معدودة في 8 مايو 1773، وأفضى موت على بك إلى استئثار أبو الدهب بكل نفوذ وسلطة مصر.